# バッド・テイスト
『バッド・テイスト』（原題：Bad Taste）は、1987年、ニュージーランドのウイングナット・フィルムが製作したSFホラー映画。
カンヌ国際映画祭で上映され、世界中に配給された。

## キャスト
| 役名                          | 俳優                 | 日本語吹替         | 日本語吹替 |
| 役名                          | 俳優                 | VHS版              |            |
| ----------------------------- | -------------------- | ------------------ | ---------- |
| デレク/ロバート（エイリアン） | ピーター・ジャクソン | 井手らっきょ       |            |
| バリー                        | ピート・オハーン     | ラッシャー板前     |            |
| フランク                      | マイク・ミネット     | ガダルカナル・タカ |            |
| オジー                        | テリー・ポッター     | つまみ枝豆         |            |
| カーネル・ビッグサンダース    | ダグ・ウレン         | 大木民夫           |            |

## スタッフ
- 製作・監督・特撮・撮影・メイキャップ - ピーター・ジャクソン
- 脚本 - ピーター・ジャクソン、トニー・ヒルズ
- 音楽 - ミチェル・スカリオン

脚本・監督・SFX・メイキャップに、デレク役までこなしたジャクソンは後に『ブレインデッド』（1992年）でメジャー・デビューした。